# Gnistringstjärnen
Gnistringstjärnen är en sjö i Härnösands kommun och Timrå kommun i Ångermanland och ingår i Gådeån-Indalsälvens kustområde. Sjön har en area på 0,161 kvadratkilometer och ligger 68,8 meter över havet.

## Delavrinningsområde
Gnistringstjärnen ingår i det delavrinningsområde (694169-159509) som SMHI kallar för Utloppet av Gnistringstjärnen. Medelhöjden är 109 meter över havet och ytan är 10,82 kvadratkilometer. Det finns inga avrinningsområden uppströms utan avrinningsområdet är högsta punkten. Vattendraget som avvattnar avrinningsområdet har biflödesordning 2, vilket innebär att vattnet flödar genom totalt 2 vattendrag innan det når havet efter 9,6 kilometer. Avrinningsområdet består mestadels av skog (77 procent). Avrinningsområdet har 0,38 kvadratkilometer vattenytor vilket ger det en sjöprocent på 3,5 procent.